# Mary de Saint Jean
Mary de Saint Jean, född 1815, död 1853, var en fransk-senegalesisk signara. Hon tillhörde de mer välkänd av de så kallade signarorna på Gorée. 
Hon var dotter till signaran Anna Colas Pépin och François de Saint Jean, borgmästare i Gorée. Hon gifte sig med Barthélémy Durand Valantin, 
borgmästare i Saint Louis och första suppleant från Senegal till den konstituerande församlingen (1848-1849). Hon bodde i Paris under sin makes tid i franska parlamentet och umgicks då i Paris konstnärskretsar. 
Hon blev avporträtterad i två välkända tavlor av Édouard Auguste Nousveaux.